# Jacobus Kapteyn
Jacobus Cornelius Kapteyn, (Barneveld, 19 de enero de 1851-Ámsterdam, 18 de junio de 1922) fue un astrónomo neerlandés conocido por sus estudios de la Vía Láctea y por descubrir la primera evidencia de su rotación.

## Vida

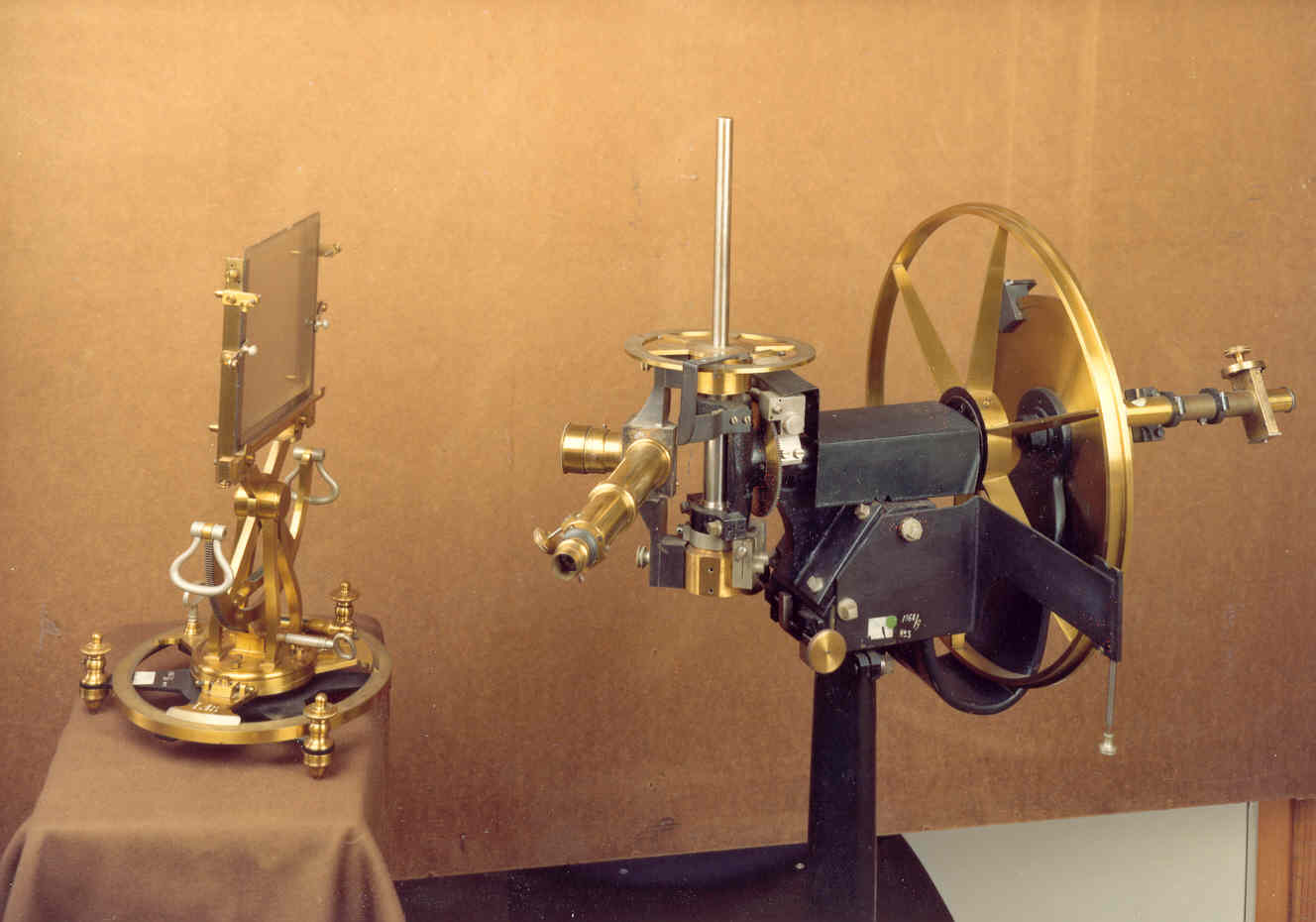
Instrumento paraláctico y soporte de placas de vidrio construidos por Jacobus Kapteyn y utilizados para analizar fotografías de estrellas tomadas en placas de vidrio por David Gill en el hemisferio sur.

Kapteyn nació en Barneveld el 19 de enero de 1851. En 1868 fue a la Universidad de Utrecht donde estudió matemáticas y física. En 1875, tras finalizar su tesis, trabajó tres años en el Observatorio de Leiden, convirtiéndose en el primer catedrático de Astronomía y Mecánica Teórica en la Universidad de Groninga, donde permaneció hasta su jubilación en 1921. 
Entre 1896 y 1900, a falta de un observatorio, se presentó voluntario para medir las placas fotográficas obtenidas por David Gill, quien estaba llevando a cabo una prospección fotográfica de estrellas del hemisferio sur celeste desde el Observatorio de Ciudad del Cabo. El resultado de tal colaboración fue la publicación del Cape Photographic Durchmusterung, un catálogo que contiene las posiciones y magnitudes de 454 875 estrellas del hemisferio austral.
En 1897, como parte de ese trabajo, descubre la estrella de Kapteyn que en aquella época resultaba ser la estrella con mayor movimiento propio aunque en la actualidad ese mérito lo ostenta la estrella de Barnard.
En 1904, estudiando el movimiento propio de las estrellas, Kapteyn anuncia que dichos movimientos no son aleatorios, tal y como se pensaba por aquel entonces. Las estrellas podían dividirse en dos corrientes, moviéndose casi en sentidos opuestos. Sin embargo, no fue hasta tiempo después que los astrónomos se dieron cuenta de que esa era la primera evidencia de la rotación de la Vía Láctea, lo que permitió el descubrimiento de la rotación galáctica por Bertil Lindblad y Jan Oort.
En 1906, Kapteyn lanzó un plan para estudiar con mayor detalle la distribución de estrellas en la Vía Láctea, usando recuentos de estrellas en diferentes direcciones. El plan suponía medir la magnitud aparente, el tipo espectral, la velocidad radial y el movimiento propio de estrellas en 206 zonas. Este enorme proyecto fue el primer análisis estadístico coordinado en astronomía y en él cooperaron más de cuarenta observatorios diferentes.
Kapteyn fue galardonado con la Medalla James Craig Watson en 1913. Se retiró en 1921 a la edad de setenta años aunque bajo petición de su antiguo estudiante y director del Observatorio de Leiden, Willem de Sitter, Kapteyn volvió a Leiden para ayudar en la actualización del observatorio a unos estándares astronómicos contemporáneos.
En 1922 publica Primer intento de obtener una teoría de la disposición y movimiento del sistema sidéreo, donde describía un universo isla con forma lenticular en el que la densidad decrece desde el centro hacia las regiones más externas, conocido como modelo del universo de Kapteyn. En su modelo, la Vía Láctea tenía un tamaño de 40 000 años luz con el Sol relativamente cerca de su centro (a 2000 años luz). El modelo era válido a altas latitudes galácticas pero fallaba en el plano galáctico debido a la falta de conocimiento de la absorción del medio interestelar.
Fue después de la muerte de Kapteyn, en Ámsterdam, cuando Robert Trumpler determinó que la cantidad de enrojecimiento interestelar era mucho mayor que la asumida por Kapteyn. Este descubrimiento aumentó el tamaño estimado de la galaxia hasta 100 000 años luz, con el Sol situado a unos 30 000 años luz del centro galáctico.

## Distinciones

### Galardones
- Medalla de oro de la Real Sociedad Astronómica (1902)
- Medalla James Craig Watson (1913)
- Medalla Bruce (1913)

### Epónimos
- El Instituto Kapteyn de Astronomía de la Universidad de Groninga.
- El Telescopio Jacobus Kapteyn (JKT) del Grupo de Telescopios Isaac Newton (ING) del Observatorio del Roque de los Muchachos en la isla de La Palma, Canarias
- El cráter Kapteyn en la Luna.
- El asteroide (818) Kapteynia
- La estrella de Kapteyn
- Una calle de la ciudad de Groningen (53°13′39″N 6°34′15″E / 53.2275452, 6.5707447).